# Fondation Cognacq-Jay
La fondation Cognacq-Jay est une fondation créée par Ernest Cognacq et son épouse Marie-Louise Jaÿle 2 décembre 1916. Elle est reconnue d’utilité publique dès sa création, par décret.
En 2016, elle compte huit établissements en Île-de-France, deux en Haute-Savoie, et un dans le Var, actifs dans les secteurs de la santé (70 % de l’activité), de la prise en charge médico-sociale, de l’action sociale et de l’enseignement. Depuis le 1er mars 2019, l’hôpital franco-britannique de Levallois-Perret est également adossé à la Fondation Cognacq-Jay, dans le cadre d’un groupement de coopération sanitaire dont la Fondation est actionnaire à 70 %.

## Historique

### Origines

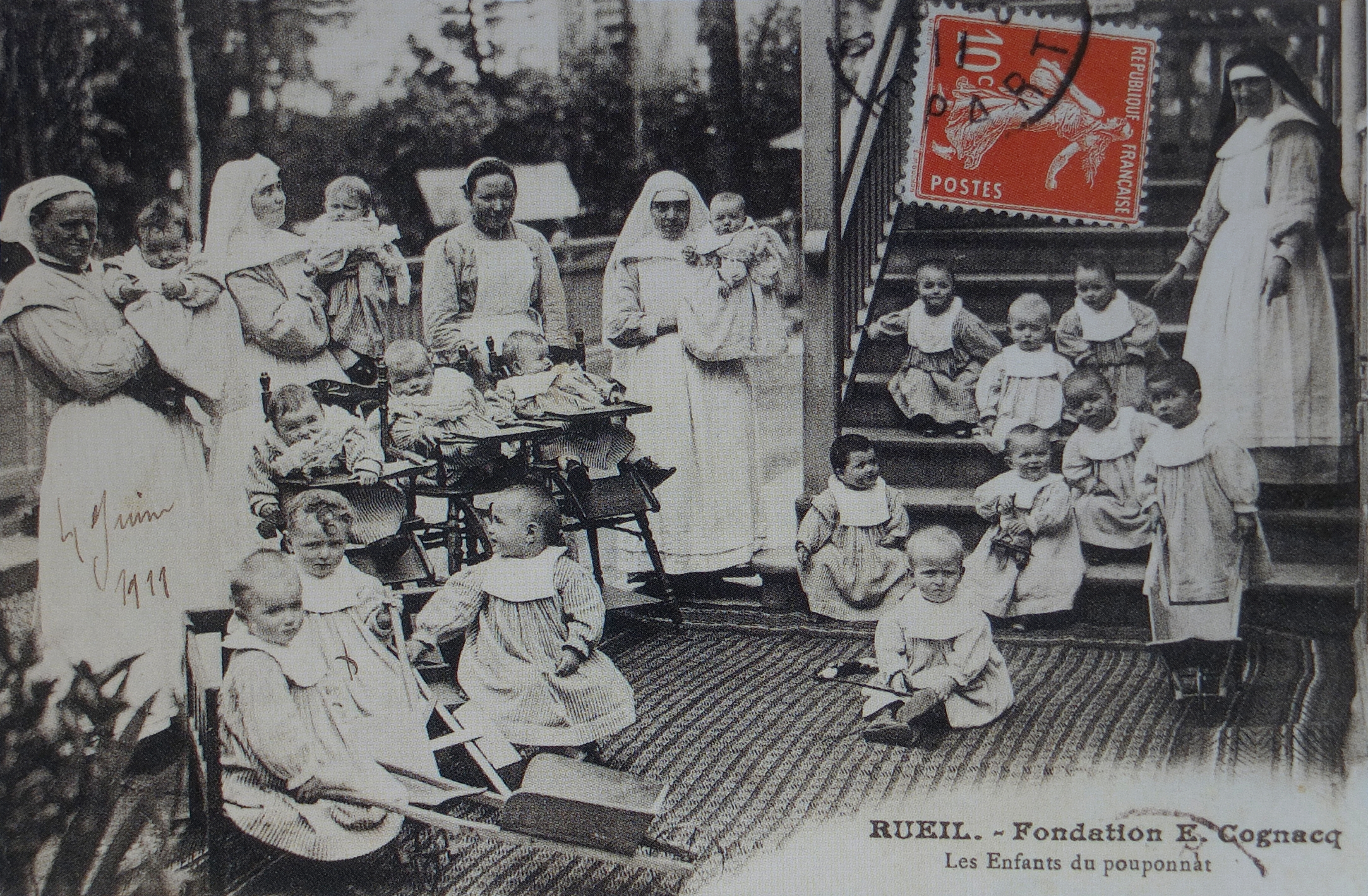
Le Pouponnat de la fondation Cognacq-Jay à Rueil-Malmaison, carte postale de 1911 (?).

La Fondation Cognacq-Jay compte à l’origine une maison de retraite et une pouponnière, à Rueil-Malmaison, une maternité à Paris, ainsi que des habitations à bon marché. Les époux Cognacq-Jay poursuivent ensuite le développement d’œuvres sociales et de bienfaisance, dont bénéficient notamment les employés de la Samaritaine et leur famille.
Outre le maintien des établissements existants, la Fondation a notamment pour but, « la création, le développement ou l'alimentation, toujours suivant ses ressources disponibles, et, en dehors de toute préoccupation politique ou confessionnelle, de tous établissements, institutions ou œuvres de solidarité sociale. »

### Principaux repères

#### Paris
Site de la rue Eugène-Millon
En 1922, la fondation ouvre une maternité 15 rue Eugène-Millon, organisée en chambres (90 lits) et non en dortoirs collectifs comme souvent auparavant. Il s'agit d'un établissement privé à but non lucratif, où sont également pratiquées des activités de chirurgie gynécologique et générale. La maternité est destinée aux familles d'employés aux écritures, de commerce, de banque et d'assurance ainsi que pour les voyageurs et représentants de commerce, leurs revenus ne devant pas dépasser un certain plafond. Les mères sont accueillies durant 15 jours. Dès les premières années, l'objectif de réaliser minimum 1 000 accouchements par an est atteint. À partir de 1927, les femmes enceintes sont accueillies au sixième mois de grossesse, voire plus tôt. Les bâtiments sont agrandis, une salle d'opération étant installée, et le nombre d'employés (médecins, sages-femmes, religieuses, employées aux services des chambres, chauffeurs, etc.) suit : de 62 personnes début 1928, elles sont 71 à la fin de l'année. L'année suivante, la maternité compte 73 lits pour accouchements normaux et 14 pour les femmes atteintes de la fièvre. Elle connaît un certain succès, son coefficient d'utilisation maximal étant atteint en 1933, avec 1 746 accouchements réalisés. En 1932, un service de dépistage de maladies vénériennes est créé. Lors des grèves de 1936, l'établissement n'est pas touché, contrairement à de nombreux autres : si les tarifs sont augmentés, ils restent inférieurs à ceux des hôpitaux publics. Au déclenchement de la Seconde Guerre mondiale, son fonctionnement est gravement perturbé (approvisionnement, chauffage), mais les religieuses qui y travaillent restent en poste. En 1941, on doit cependant refuser des admissions, du fait du manque de combustible, qui empêche les services de stérilisation et de buanderie de fonctionner convenablement. Les difficultés se sont tellement accrues jusqu'en 1944, que l'idée de fermer la maternité est un temps évoquée,.
En 1950, la maternité est agréée par la Sécurité sociale mais non conventionnée. Cependant, une convention est signée avec la caisse de prévoyance de la SNCF, qui supprime les conditions d'admission édictées en 1922 et permet l'augmentation du nombre de femmes enceintes, qui s'était réduit à cause de la prise en charge financière limitée par la Sécurité sociale. À la fin des années 1950, le site compte 83 lits, dont neuf de chirurgie, en particulier pour des opérations gynécologiques. En 1968, cinq lits de maternité sont transformés en lits de chirurgie,.
Après une baisse de la natalité constatée depuis plusieurs années, la maternité ferme le 15 mars 1978 et l'établissement devient un centre de cancérologie le 15 juin suivant, dont le taux d'occupation approche rapidement les 90 %. Le service accompagnant les patients en fin de vie, dirigé par le professeur Robert Levillain jusqu'en 1986, est officiellement reconnu comme unité de soins palliatifs en 1985 et accueille les premières personnes atteintes par le virus de l'immunodéficience humaine (VIH). Au début des années 1980, il y a 72 lits, dont 14 pour la chirurgie, mais cette dernière activité disparaît progressivement. L'hôpital reste privé mais fonctionne de manière similaire à un hôpital public, avec un budget annuel et des prix à la journée. Il fonctionne sous le régime de la dotation globale,.
Au début des années 1990, la question de reconstruire les bâtiments est posée, afin de les mettre aux normes hygiéniques, sécuritaires et d'accès aux handicapés. En 1995, 14 lits de chirurgie et 14 lits de médecine sont transformés en 28 lits de soins de suite. En 1998, avec les progrès de traitement du VIH, qui ne conduisent plus nécessairement à la mort, un pavillon de réadaptation est créé pour les patients concernés. Un service de réadaptation orthopédique se développe dans l'hôpital Saint-Jacques voisin (37 rue des Volontaires), l'hôpital de la rue Eugène-Millon étant associé avec lui. Ce dernier compte alors 36 lits, une unité de lymphologie de 22 ans et une unité de soins de suite à orientation neurologique pour 14 patients atteints du VIH.
Le 14 mai 2001, le permis de destruction de l'hôpital est déposé. Le 15 février 2002, ses activités déménagent sur deux sites pendant la durée des travaux : à l'hôpital Broussais surtout et à l'hôpital Saint-Jacques. Le permis de destruction est accordé le 2 juillet 2002 et un nouvel hôpital conçu par l'architecte Toyo Ito est inauguré sur le site en 2006, portant sa capacité à 152 lits et rapatriant les activités dispersées sur d'autres hôpitaux. Le portail Art déco est reconstruit dans le jardin du bâtiment. Quatre pôles sont désormais distingués : réadaptation orthopédique, soins palliatifs, lymphologie et infectiologie. Un Institut médico-éducatif pour adolescents autistes ou de TSA (troubles du spectre autistique) est aussi créé,. Pour s’adapter à l’évolution des besoins en santé, le service de rédaptation orthopédique a laissé place à un service de nutrition obésité en 2017 et l’hôpital a également ouvert un service de soins de suite oncologiques en 2018. L’hôpital de jour du service nutrition obésité a ouvert en 2019.
En 2019, la fondation s'est associée avec l'hôpital franco-britannique de Levallois-Perret (270 lits) dans le cadre d'un groupement de coopération sanitaire.
Autre
- 1995 : création à titre expérimental des Appartements de coordination thérapeutique, avenue d’Italie, comme alternative à l'hospitalisation pour des malades souffrant d’une pathologie chronique grave. Initialement dédié aux malades atteints du SIDA, il est ouvert depuis 2017 à toutes les maladies chroniques invalidantes.

#### Île-de-France
- 1924 : création d’un centre d'apprentissage pour jeunes filles orphelines ou isolées, à Argenteuil, rue de la Liberté, qui devient une école technique, puis un lycée d'enseignement professionnel en 1984, labellisé Lycée des métiers en 2010.
- 1932 : reprise de l’école d'apprentissage horticole des « Pressoirs du Roy » à Samoreau, en Seine-et-Marne, qui devient un orphelinat en 1954, puis une Maison d'enfants à caractère social (MECS) en 1974, et fait office de Foyer de l’enfance sur la circonscription à partir de 1981. En 2016, répondant à des besoins émergents, la MECS ouvre un service d'accueil pour jeunes mineurs et majeurs isolés étrangers, ainsi qu'un service d’action éducative à domicile à modalité renforcée.
- 1997-1999 : agrandissement et modernisation par l’architecte Jean Nouvel de la maison de retraite de Rueil-Malmaison, qui devient un Établissement d’hébergement pour personnes âgées dépendantes (EHPAD) en 2003.
- 2013 : ouverture d’une unité de prise en charge sécurisée de la maladie d'Alzheimer, conçue par l’architecte Jean Nouvel dans le parc de l’EHPAD.
- 2015 : intégration officielle dans la Fondation de l’hôpital Forcilles, situé à Férolles-Attilly, en Seine-et-Marne. Le Centre médical de Forcilles avait été placé sous procédure de sauvegarde en 2012[8].

#### Haute-Savoie
- 1926 : création d’une maison de repos pour jeunes filles « Villa Louise Cognacq-Jay » à Monnetier-Mornex, en Haute-Savoie, département de naissance de Mme Jaÿ. Au début des années 1990, elle devient un Centre de convalescence active à orientation gériatrique mixte de proximité, reconverti en un Foyer d'accueil médicalisé qui ouvre en 2004.
- 1930 : ouverture d’un orphelinat à Monnetier-Mornex, qui devient progressivement une Maison d'enfants à caractère social à partir de 1976.

### Présidents
- 1916-1928 : Ernest Cognacq
- 1928-1951 : Gabriel Cognacq
- 1951-1968 : Georges Renand
- 1968-1990 : Maurice Renand
- Depuis 1990 : Georges Renand

## Activités

### Établissements par secteurs d’activité
- Santé     
  - Hôpital Cognacq-Jay à Paris
  - Hôpital Forcilles à Férolles-Attilly, en Seine-et-Marne
  - Lieu d’accueil et de ressourcement pour personnes touchées par le cancer à Paris
- Prise en charge médico-sociale     
  - Établissement d'hébergement pour personnes âgées dépendantes (EHPAD) à Rueil-Malmaison, dans les Hauts-de-Seine
  - Institut médico-éducatif (IME) à Paris
  - Appartements de coordination thérapeutiques (ACT) à Paris
  - Foyer d’accueil médicalisé (FAM) à Monnetier-Mornex, en Haute-Savoie
- Action sociale     
  - Maison d’enfants à caractère social (MECS) à Samoreau, en Seine-et-Marne
  - Maison d’enfants à caractère social (MECS) à Monnetier-Mornex, en Haute-Savoie
  - Maison de vacances solidaire à Giens, dans le Var
- Enseignement     
  - Lycée privé professionnel à Argenteuil, dans le Val d’Oise

### Chiffres clés
- Capacité d’accueil : 900 lits ou places dans les établissements hospitaliers, sociaux et médico-sociaux ; 500 élèves au lycée.
- Nombre de salariés : 1 200 personnes.
- Budget annuel : 100 millions d’euros.

### Le Laboratoire des Solidarités
En 2016 à l’occasion de son centenaire, la Fondation ouvre une vaste réflexion prospective sur la solidarité sociale de demain : Le Laboratoire des Solidarités. L’objectif du Lab’Solidaire est de développer et de promouvoir la solidarité sociale, en éclairant ses enjeux d’avenir, en valorisant des initiatives inspirantes, en accompagnant des projets prometteurs et en favorisant la rencontre entre les nombreux acteurs de la sphère solidaire.
Pour porter le fruit de la réflexion sur les enjeux de la solidarité sociale de demain et contribuer à l’émergence de démarches innovantes, la Fondation Cognacq-Jay s’appuie sur un dispositif comprenant :
- des publications accessibles au grand public : une base de connaissances, Solidarum, disponible gratuitement en ligne et évolutive, avec quantité de contenus multimédias originaux partageables (en Creative Commons) ; une revue annuelle distribuée en librairie, Visions solidaires pour demain ;
- un concours annuel proposé aux innovateurs sociaux, le Prix Fondation Cognacq-Jay, récompensant jusqu'à dix lauréats en incluant dans leurs dotations un accompagnement expert par un réseau de partenaires, eux-mêmes acteurs de premier plan dans la solidarité sociale ;
- des évènements ouverts aux acteurs du monde de la solidarité sociale : les « Rencontres solidaires » annuelles, chaque fin d’année au Centquatre-Paris, ainsi que des actions locales dans ses établissements.

## Organisation
La Fondation Cognacq-Jay se caractérise par une forte décentralisation : une importante autonomie de gestion et d’animation est donnée aux directeurs d’établissements.
Son modèle économique est singulier. Elle apporte les fonds nécessaires pour permettre la modernisation de ses établissements et leur adaptation aux nouveaux besoins, identifiés en concertation avec les tutelles publiques. Mais elle n’intervient pas dans le budget d’exploitation des établissements, qui ont vocation à tendre vers un équilibre de leurs comptes.
La Fondation prend également en charge les renoncements de recettes décidés dans les établissements pour assurer leur vocation sociale et solidaire. Ceci se traduit, par exemple, par la gratuité de la scolarité au Lycée d’Argenteuil, l’un des rares établissements privés d’Ile-de-France à le proposer.
La Fondation peut supporter ces investissements sans faire appel aux dons, car elle dégage des revenus réguliers provenant de son parc locatif d’habitations et de placements financiers.

## Objectif
La Fondation, qui vise à soutenir des établissements à forte valeur sociale ajoutée, poursuit son développement en agrégeant des établissements associatifs isolés ou fragilisés, et présentant un réel enjeu en termes d’intérêt général et de solidarité sociale, prioritairement dans le secteur de la santé - son principal pôle d’activités. C’est ainsi que l’hôpital franco-britannique est adossé à la Fondation Cognacq-Jay depuis mars 2019, afin de permettre d’importants travaux de reconstruction et de rénovation des bâtiments, et de continuer à proposer une offre de soin non lucrative dans le nord-ouest parisien.